# Tony Allen (músico)
Tony Oladipo Allen (Lagos, 12 de agosto de 1940 – Paris, 30 de abril de 2020) foi um baterista e compositor nigeriano que viveu e trabalhou em Paris, França.
Allen foi o baterista e diretor musical da banda Africa '70 de Fela Kuti, de 1968 a 1979, e um dos principais co-fundadores do gênero de música Afrobeat. Fela afirmou uma vez que, "sem Tony Allen, não haveria Afrobeat". Também foi descrito por Brian Eno como "talvez o maior baterista que já viveu".
A carreira e a história de vida de Allen foram documentadas em sua autobiografia de 2013, Tony Allen: Master Drummer of Afrobeat, co-escrito com o autor / músico Michael E. Veal, que anteriormente escreveu uma biografia abrangente de Fela Kuti.